# Pleasant Run (Ohio)
Pleasant Run es un lugar designado por el censo ubicado en el condado de Hamilton en el estado estadounidense de Ohio. En el Censo de 2010 tenía una población de 4953 habitantes y una densidad poblacional de 924,29 personas por km².

## Geografía
Pleasant Run se encuentra ubicado en las coordenadas 39°17′34″N 84°34′33″O / 39.29278, -84.57583. Según la Oficina del Censo de los Estados Unidos, Pleasant Run tiene una superficie total de 5.36 km², de la cual 5.36 km² corresponden a tierra firme y (0%) 0 km² es agua.

## Demografía
Según el censo de 2010, había 4953 personas residiendo en Pleasant Run. La densidad de población era de 924,29 hab./km². De los 4953 habitantes, Pleasant Run estaba compuesto por el 79.79% blancos, el 14.54% eran afroamericanos, el 0.55% eran amerindios, el 1.84% eran asiáticos, el 0.04% eran isleños del Pacífico, el 0.75% eran de otras razas y el 2.5% pertenecían a dos o más razas. Del total de la población el 2.24% eran hispanos o latinos de cualquier raza.